# Diocese de Nueve de Julio
A Diocese de Nueve de Julio (Diocesis Sancti Dominici Novem Iulii) é uma circunscrição eclesiástica da Igreja Católica sediada em Nueve de Julio, na província argentina de Buenos Aires. Foi erigida em 11 de fevereiro de 1957 pelo Papa Pio XII através da bula Quandoquidem adoranda, sendo desmembrada da Diocese de Azul e da Arquidiocese de Mercedes-Luján. Seu atual bispo é Ariel Torrado Mosconi que governa a diocese desde 2015 e sua sé episcopal é a Catedral de São Domingos.
Possui 32 paróquias assistidas por 37 sacerdotes e cerca 90% da população jurisdicionada é batizada.

## Prelados
|                 | Nome                          | Período    | Notas                             |
| Bispos          | Bispos                        | Bispos     | Bispos                            |
| --------------- | ----------------------------- | ---------- | --------------------------------- |
| 6º              | Ariel Edgardo Torrado Mosconi | 2015-atual |                                   |
| 5º              | Martín de Elizalde, O.S.B.    | 1999-2015  |                                   |
| 4º              | José Vittorio Tommasí         | 1991-1998  |                                   |
| 3º              | Alejo Benedicto               | 1969-1991  |                                   |
| 2º              | Antonio Quarracino            | 1962-1968  | Nomeado Bispo de Avellaneda-Lanús |
| 1º              | Augustín Adolfo Herrera       | 1957-1961  | Nomeado Bispo-coadjutor de Jujuy  |
| Bispo-coadjutor |                               |            |                                   |
|                 | Ariel Torrado Mosconi         | 2015-atual |                                   |

## Território
A Diocese de Nueve de Julio abrange 17 partidos de Buenos Aires. São eles:

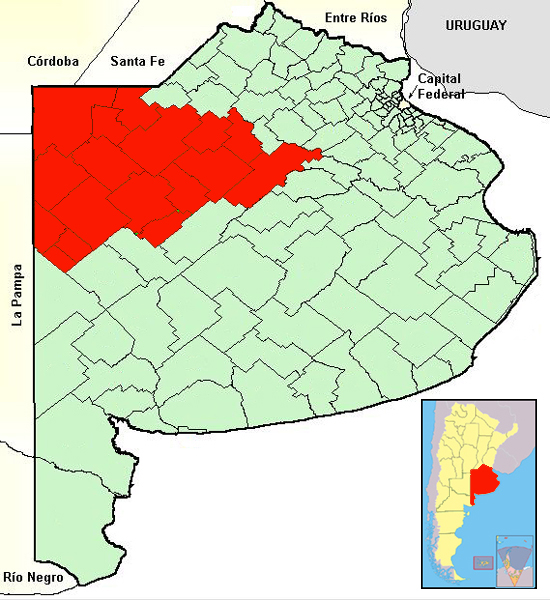
Área territorial da Diocese de Nueve de Julio.

| - Bragado - Carlos Casares - Carlos Tejedor - Florentino Ameghino - General Pinto - General Villegas | - General Viamonte - Hipólito Irigoyen - Lincoln - Nueve de Julio - Pehuajó - Pellegrini | - Rivadavia - Salliqueló - Trenque Lauquen - Tres Lomas - Veintecinco de Mayo |
| --- | ---------------------------------------------------------------------------------------- | ----------------------------------------------------------------------------- |